# Vismia
Vismia är ett släkte av johannesörtsväxter. Vismia ingår i familjen johannesörtsväxter.

## Bildgalleri

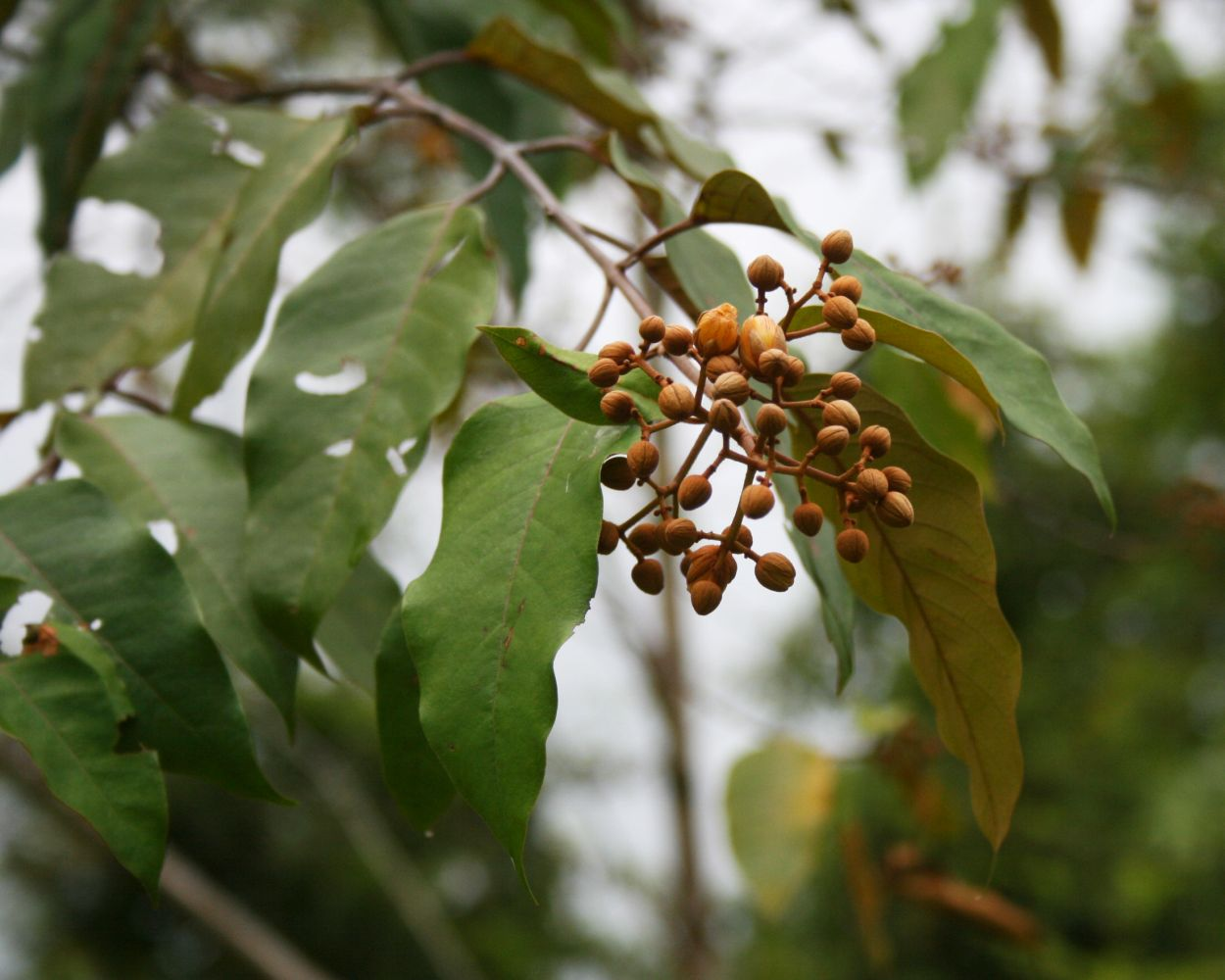
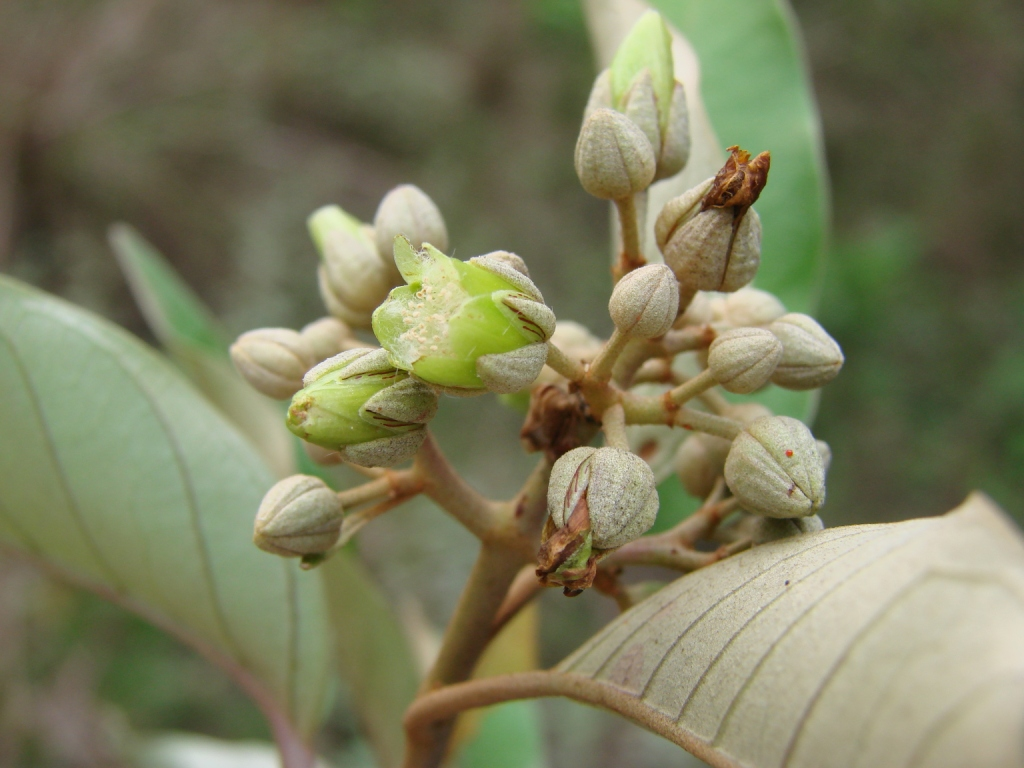
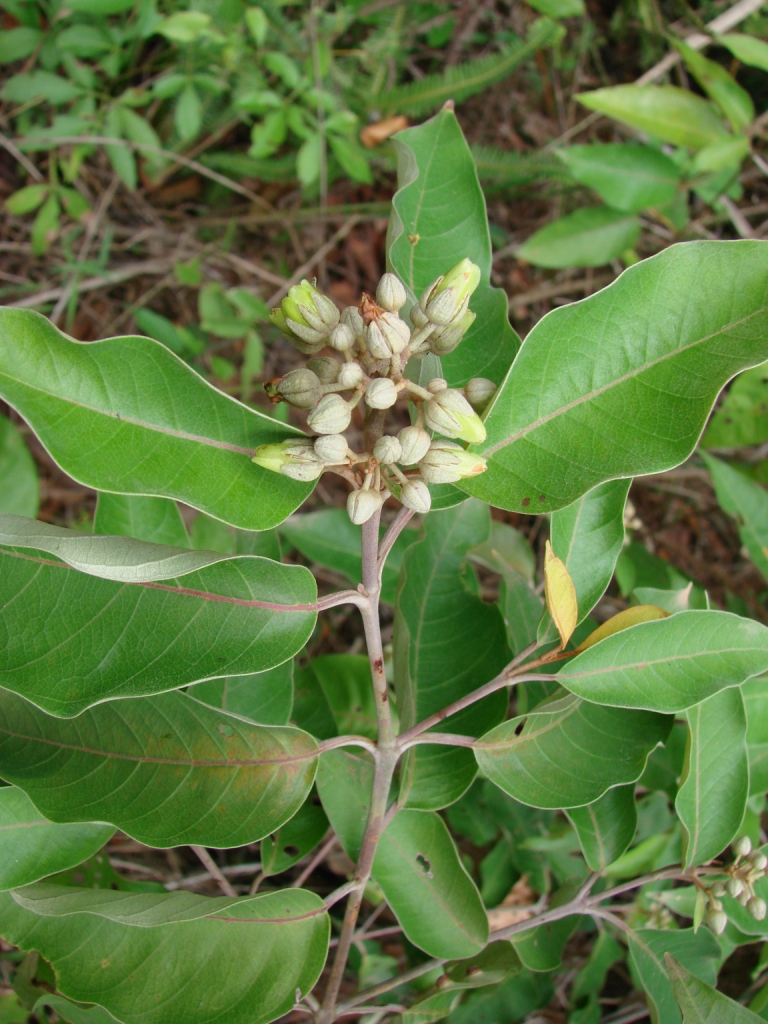
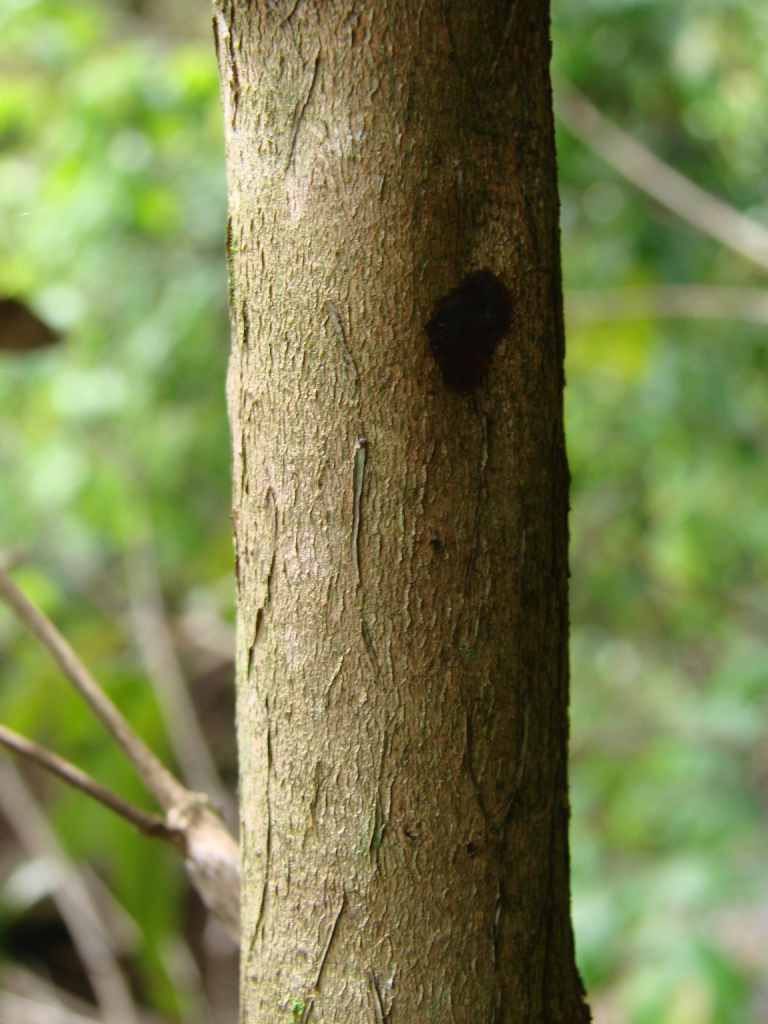
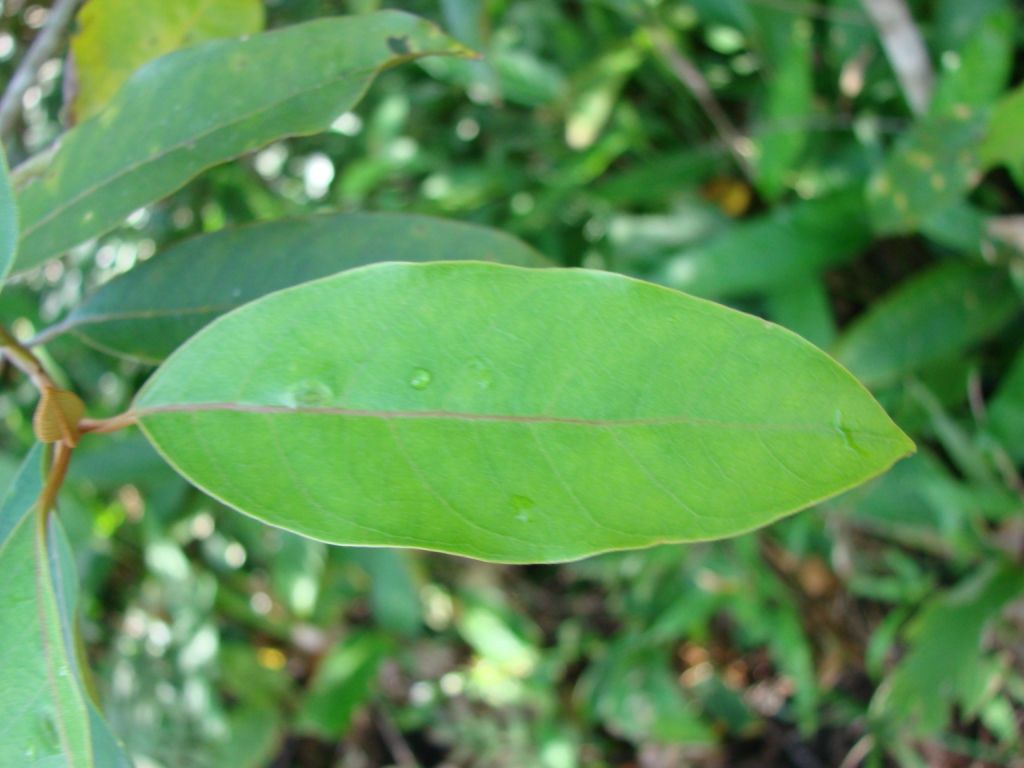
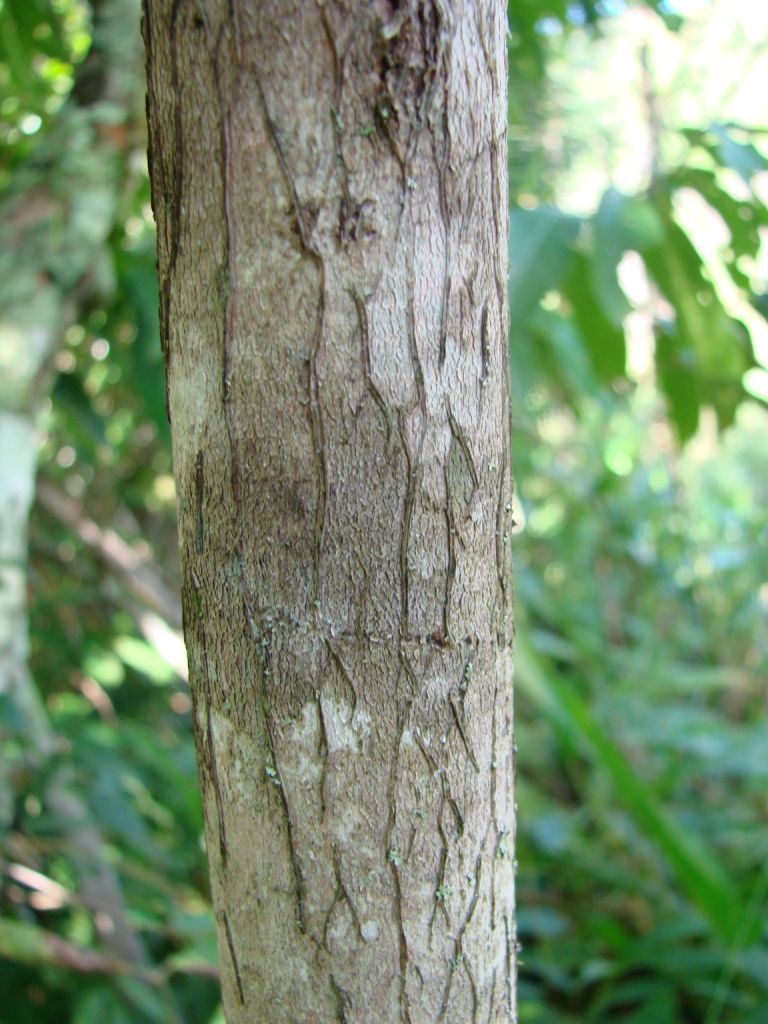

## Dottertaxa tillVismia, i alfabetisk ordning[1]
- Vismia affinis
- Vismia baccifera
- Vismia bemerguii
- Vismia billbergiana
- Vismia brasiliensis
- Vismia buchtienii
- Vismia camparaguey
- Vismia cauliflora
- Vismia cavalcantei
- Vismia cavanillesiana
- Vismia cayennensis
- Vismia crassa
- Vismia cuatrecasasii
- Vismia floribunda
- Vismia glabra
- Vismia gracilis
- Vismia guianensis
- Vismia guineensis
- Vismia hamanii
- Vismia japurensis
- Vismia jefensis
- Vismia laevis
- Vismia lateriflora
- Vismia latifolia
- Vismia latisepala
- Vismia laurentii
- Vismia lauriformis
- Vismia laxiflora
- Vismia lehmannii
- Vismia lindeniana
- Vismia macrophylla
- Vismia magnoliifolia
- Vismia mandurr
- Vismia martiana
- Vismia micrantha
- Vismia minutiflora
- Vismia obtusa
- Vismia orientalis
- Vismia parviflora
- Vismia pauciflora
- Vismia pentagyna
- Vismia plicatifolia
- Vismia pozuzoensis
- Vismia rubescens
- Vismia rufa
- Vismia rusbyi
- Vismia sandwithii
- Vismia schultesii
- Vismia sessilifolia
- Vismia sprucei
- Vismia steyermarkii
- Vismia tenuinervia
- Vismia tomentosa
- Vismia torrei
- Vismia urceolata